# Ilha da Paz
Ilha da Paz är en ö i Brasilien.   Den ligger i delstaten Santa Catarina, i den södra delen av landet, 1 200 km söder om huvudstaden Brasília.